# Poly au Portugal
Poly au Portugal est un feuilleton télévisé français en sept épisodes de 25 minutes, en noir et blanc, créé par Cécile Aubry et réalisé par Claude Boissol et diffusé à partir du 30 septembre 1965 sur la première chaîne de l'ORTF.

## Distribution
- Stéphane Di Napoli : Yvon
- Antonio Polonio : Joseph
- Claire d'Ovar : Thérésa
- Henri-Jacques Huet : Kervelen
- Michel Naulet : Pascal

## Épisodes
1. Poly rencontre un ami (30 Sep. 1965)
2. Poly découvre un vagabond (7 Oct. 1965)
3. La trahison de Richard (14 Oct. 1965)
4. Quand les mêmes idées se rencontrent (28 Oct. 1965)
5. À la recherche d'Yvon (4 Nov. 1965)
6. Lettre à Monsieur le Maire (11 Nov. 1965)
7. La partie de cache-cache (18 Nov. 1965)
8. Intervention de Bernardo (25 Nov. 1965)
9. Le tournoi (2 Dec. 1965)
10. Poly gardien de nuit (9 Dec. 1965)
11. Poly devient guide sans le savoir (16 Dec. 1965)
12. Faustino prend les décisions (23 Dec. 1965)
13. Le dénouement (30 Dec. 1965)